# No Escape (film, 1953)
Pour les articles homonymes, voir No Escape.
Pour plus de détails, voir Fiche technique et Distribution.
No Escape est un film américain réalisé par Charles Bennett, et sorti en 1953.

## Synopsis
Une femme et un compositeur de chansons, suspectés d'un meurtre, unissent leurs forces pour tenter de résoudre l'affaire.

## Fiche technique
- Réalisation : Charles Bennett
- Scénario : Charles Bennett
- Producteurs : Matt Freed, Hugh Mackenzie
- Production : Matthugh Productions
- Lieu de tournage : San Francisco
- Type : Noir et blanc
- Musique : Bert Shefter
- Directeur de la photo: Benjamin H. Kline
- Distribution : United Artists
- Montage : Roy V. Livingston
- Genre : Film dramatique, Film policier, Film noir
- Durée : 75 minutes
- Date de sortie : 
  - États-Unis : 31 juillet 1953

## Distribution
- Lew Ayres : John Howard Tracy
- Sonny Tufts : Det. Simon Shayne
- Marjorie Steele : Pat Peterson
- Lewis Martin : Lt. Bruce Gunning
- Gertrude Michael : Olga Valerie Lewis
- Charles Cane : Wilbur K. Grossett
- Renny McEvoy : Turnip
- Bobby Watson : Claude Duffy
- James Griffith : Peter Hayden
- Robert Bailey : Detective Bob
- Robert Carson : Dr. Seymour
- Leon Burbank : Office boy
- Jess Kirkpatrick : Mac
- Barbara Morrison : Mrs. Beresford
- Carleton Young : Don Holden